# Silvia Piñeiro
Sylvia Gabriela Piñeiro Rodríguez (Santiago, 27 de juny de 1922 - ibídem, 15 de maig de 2003), més coneguda com a Silvia Piñeiro, va ser una primera actriu xilena. Premi Nacional d'Art de Xile en 1988 i guanyadora dels Premis Ondas a la millor actriu iberoamericana de televisió, en 1969. Piñeiro representa una les màximes figures de la naixent televisió xilena de les dècades de 1960.
Va ser una de les poques actrius xilenes obertament pinochetista i fervent admiradora d'Augusto Pinochet, President de la Dictadura Militar de disset anys, des de 1973 a 1990. En la seva carrera com a actriu, Piñeiro va participar en 70 obres de teatre, 25 d'elles produïdes per la seva companyia, 12 telenovel·les, dues pel·lícules, una reeixida comèdia per a televisió (Juani en sociedad) i un programa que va portar el seu nom El show de Silvia Piñeiro.

## Biografia
Nascuda el 27 de juny de 1922 a Providencia, Silvia era filla de Francisco Piñeiro i Ema Rodríguez i els seus germans eren Adriana, Hilda i Francisco. Tota la seva infància la va viure a l'Avinguda Matta encara que va estudiar al British High School i als liceus de nenes N. 1 i N. 5, on va manifestar aviat el seu interès per la gimnàstica i el basquetbol impulsada pel seu pare, qui es va destacar com a dirigent esportiu. Va iniciar una breu carrera esportiva que la va convertir en campiona sud-americana de basquetbol. Va canviar l'entusiasme esportiu per una afable vida de província d'Iquique. Tenia 20 anys, era promesa amb l'enginyer Leopoldo Contreras i el seu major gest de frivolitat d'aquest període va ser guanyar el regnat de la Festa de la Primavera de la ciutat. Després vindrien les actuacions espontànies per als seus amics i una fracassada postulació al Teatro UC de la Universitat Catòlica de Xile. Però ho va tornar a intentar i en 1950 es va convertir en alumna de la UC.
La seva carrera professional va començar en 1950 amb la participació en nombroses obres, entre elles, Ángeles en desgracia de Noël Coward. Actuà en comèdies musicals com La Pérgola de las Flores d'Isidora Aguirre i Francisco Flores del Campo, Mi querido Presidente de Miguel Frank, i en la versió xilena de Hello Dolly.
En cinema actuà a Deja que los perros ladren, Nunca en domingo, ¡Esta Señorita Trini, ¡Ufa con el sexo! (1968) i El cuerpo y la sangre, entre d'altres.
En televisió va marcar època amb programes com Los Moller, En su casa i durant algunes temporades (1967 - 1971), a Juani en Sociedad, la sèrie còmica amb més èxit de Canal 13 protagonitzada per artistes com Nelly Meruane, Violeta Vidaurre, Sonia Viveros i Emilio Gaete. Posteriorment va participar en una dotzena de telenovel·les produïdes per Canal 13 i TVN.
En 1969 va ser guardonada amb el Premi Ondas a la millor actriu iberoamericana. En 1988 se li va concedir el Premi Nacional d'Art de Xile, i en 1994 se li va atorgar el Premi APES a la Trajectòria.

## Últims anys
En 1997, es van fer públics els efectes de la seva cessament i de la inadequada administració dels seus diners. Fins i tot fins fa pocs anys l'actriu insistia en la seva necessitat de treballar. Mai va aconseguir finançament per a crear la Fundació Silvia Piñeiro, amb la qual volia becar a estudiants de recursos escassos.
La nit d'octubre de 1997 en què va aparèixer en cadira de rodes en el programa Domingo a domingo de Megavisión portava un any cessant. Emocionada, va parlar de la precarietat econòmica en què vivia i va pregar per un treball. Els diners del Premi Nacional (20 UTM) i les tres pensions de gràcia (cadascuna d'uns $66 mil) no li arribaven per viure.
El cas va mobilitzar als productors de Viva el lunes, l'espai de Canal 13 que registrava el major ràting de l'època. En directe, una nit de novembre de 1997, Silvia Piñeiro va rebre les claus d'un departament al centre de Santiago.
L'actriu va morir el 15 de maig de 2003 a les 02.00 de la matinada. Les seves restes van ser vetllades al Cementiri Parque del Recuerdo.

## Televisió

### Telenovel·les
| Telesèries | Telesèries               | Telesèries                 | Telesèries |
| Any        | Telesèrie                | Paper                      | Canal      |
| ---------- | ------------------------ | -------------------------- | ---------- |
| 1982       | De cara al mañana        | Beatriz Bañados            | TVN        |
| 1982       | Celos                    | Elena Echeñique            | Canal 13   |
| 1984       | Andrea                   | Marta Ríos                 | Canal 13   |
| 1986       | La Villa                 | Ana Victoria               | TVN        |
| 1987       | Mi nombre es Lara        | Florencia Valle            | TVN        |
| 1988       | Bellas y audaces         | Adelaida Padilla           | TVN        |
| 1988       | Las dos caras del amor   | Raquel Astaburuaga         | TVN        |
| 1989       | A la sombra del ángel    | Magnolia                   | TVN        |
| 1993       | Marrón Glacé             | Lina                       | Canal 13   |
| 1993       | Doble Juego              | Leticia                    | Canal 13   |
| 1994       | Champaña                 | Carlota, viuda de Jurandir | Canal 13   |
| 1995       | Estúpido Cupido          | Carlota Meza               | TVN        |
| 1996       | Marrón Glacé, el regreso | Lina                       | Canal 13   |

### Sèries i minisèries
| Sèrie de televisió | Sèrie de televisió                        | Sèrie de televisió   | Sèrie de televisió |
| Any                | Sèrie                                     | Paper                | Canal              |
| ------------------ | ----------------------------------------- | -------------------- | ------------------ |
| 1967-1971          | Juani en Sociedad                         | Bebé McKay de Moller | Canal 13           |
| 1975               | La pérgola de la flores (teleteatre xilè) | Laura Larraín        | TVN                |
| 1989               | Teresa de los Andes                       | Madre Bouscayrol     | TVN                |

## Teatre
- La casa de la noche (1954)
- Entre gallos y medianoche (1957)
- ¡Esta señorita Trini! (1958)
- Deja que los perros ladren (1959)
- La pérgola de las flores (1960, 1975) - Laura Larraín, Vda. de Valenzuela
- La comezón del séptimo año
- La pulga en la oreja
- Cabaret Bijoux (1982)
- Sarah Bernhardt (1984)
- Los chicos de la fiesta (1991)